# Ректор

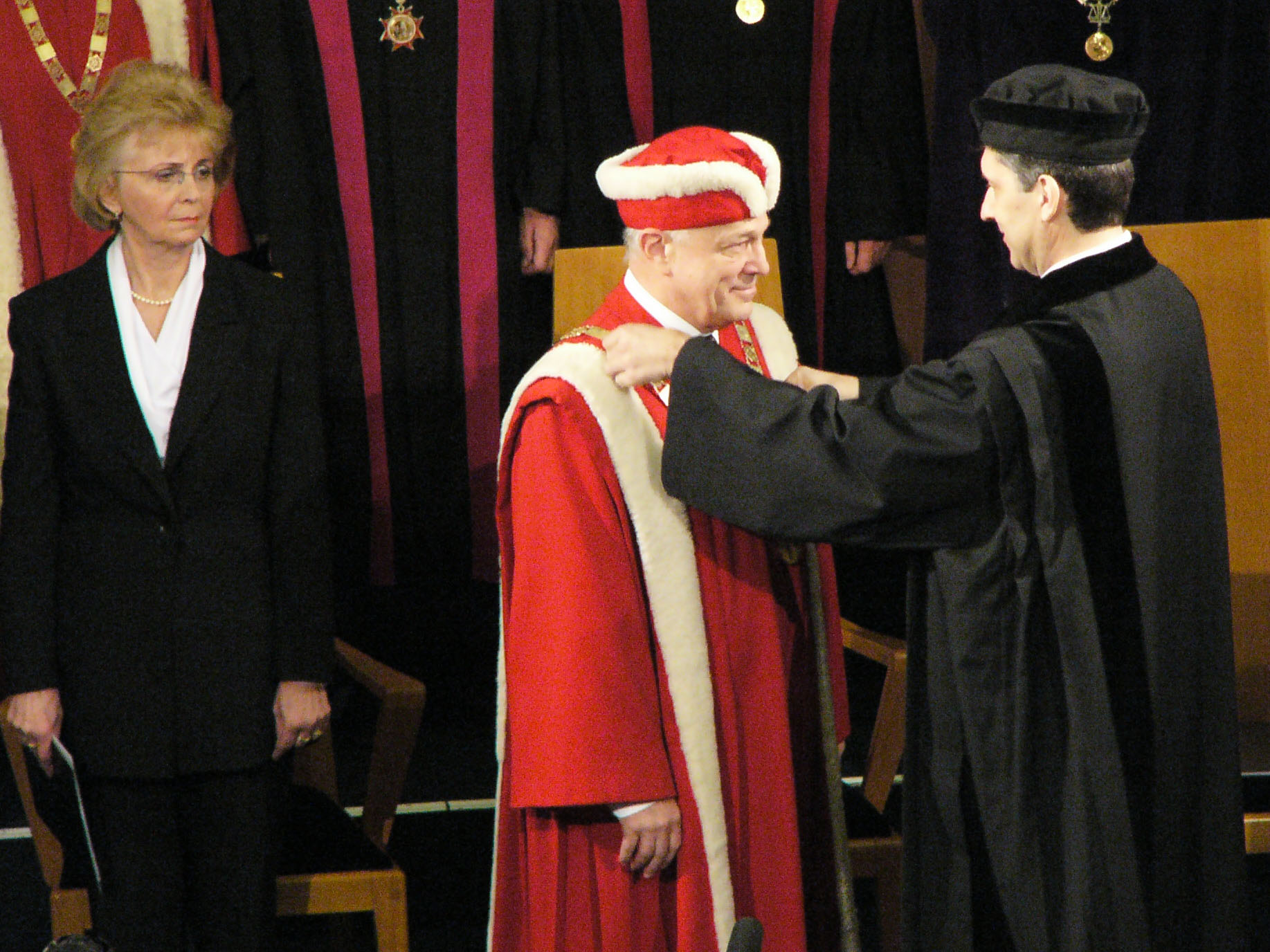
Інаугурація ректора

Ректор (лат. rector — правитель, керівник) — керівник закладу вищої освіти. В епоху Відродження ректорами називалися головні вчителі і завідувачі багатокласних шкіл. У Франції ректором називається також людина, яка очолювала навчальний округ («академію»).
У кількох «коронних землях» Австрійської імперії одне місце в ландтазі (регіональний законодавчий орган напівфеодального типу) було зарезервовано за ректором столичного університету, зокрема: Грац у Штаєрмарку (Штирія), Інсбрук у Тіролі, Відень у Нижній Австрії; у Богемії два ректори мали місця в еквівалентній парламентах. Те саме, пізніше, стосувалось й ректорів Чернівецького університету в Буковині та Львівського в Галичині. 
Віцеректор — заступник ректора, друга особа після ректора.